# Atherigona immaculata
Atherigona immaculata este o specie de muște din genul Atherigona, familia Muscidae, descrisă de Stein în anul 1910.
Este endemică în Socotra. Conform Catalogue of Life specia Atherigona immaculata nu are subspecii cunoscute.